# Auguste-Charles Lemoine
Pour les articles homonymes, voir Lemoine.
Auguste-Charles Lemoine, né le 20 septembre 1822 à La Ferté-sous-Jouarre et mort le 16 mai 1869 à Paris, est un graveur et lithographe français.

## Biographie
Élève d’Auguste Lehmann (d) et d’Émile Lassalle, il a exposé au Salon de peinture et de sculpture de 1841 à 1870. il a été médaillé en 1851 et 1865.
Lemoine a fait des dessins à l’estompe et des lithographies d’après ses professeurs, d’après Paul Delaroche, Díaz, Winterhalter[Lequel ?]. Il réalise aussi des photogravures.
On lui doit des lithographies d'entre autres Louis Blanc, Pierre-Antoine Berryer, Jérôme Bonaparte, Émilien de Nieuwerkerke, Felix Mendelssohn, Caroline Duprez, Gioacchino Rossini, Gaetano Donizetti, Louis-Joseph-Ferdinand Hérold, Ludwig van Beethoven, Paul Bernard, Théophile Gautier, François-Adrien Boieldieu, Charles Gounod, Pauline Lucca, Daniel-François-Esprit Auber.

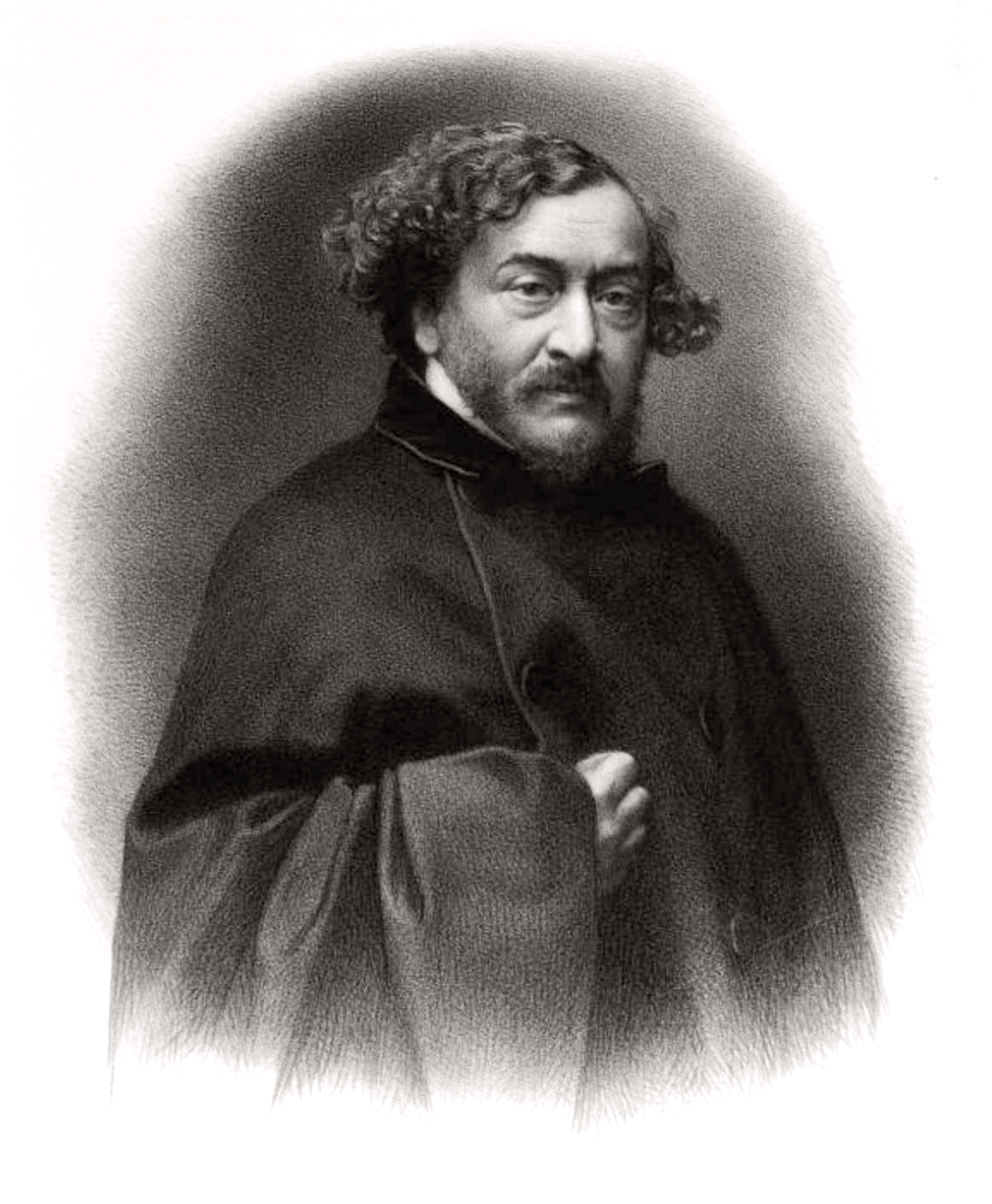
Portrait de Léon Gozlan (1865, lithographie, dans Le Panthéon des Illustrations Françaises au XIXe siècle, vol. 7).
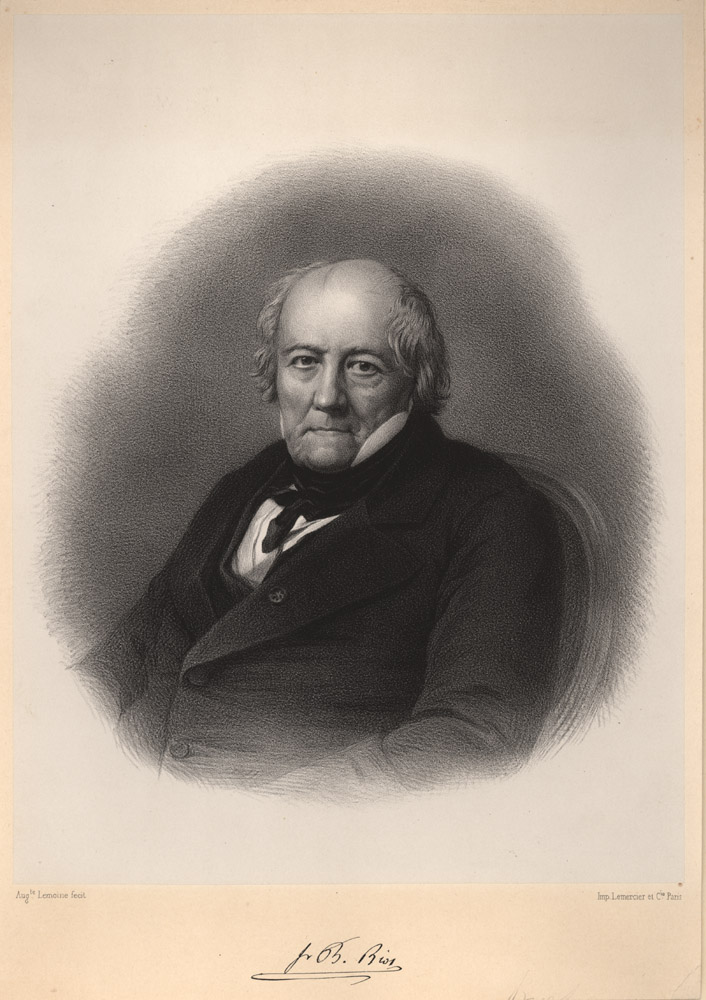
Portrait de Jean-Baptiste Biot (vers 1850-1860, lithographie).
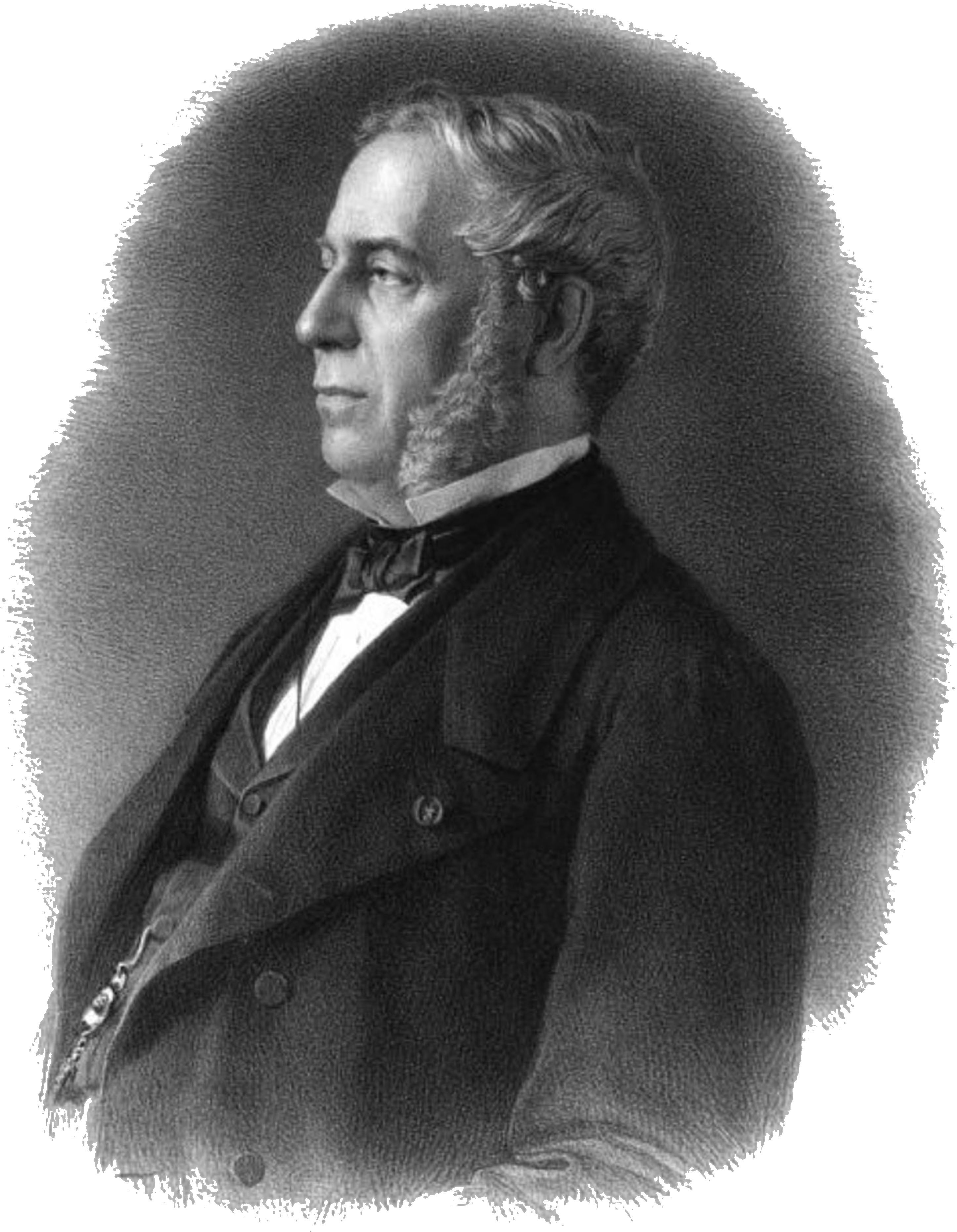
Portrait d'Édouard Drouyn de Lhuys (1866, photogravure dans Le Panthéon des Illustrations Françaises au XIXe siècle, vol. 5).